# Aschwin von Sierstorpff-Cramm
Aschwin Freiherr von Sierstorpff-Cramm (Löhndorf, 29 maart 1846 - Reckenwalde, 14 oktober 1909) is de grootvader van moederszijde van prins Bernhard van Lippe-Biesterfeld.
Von Sierstorpff-Cramm was de zoon van Wolf Friedrich von Cramm (Rhode, 13 augustus 1812 - Baden-Baden, 31 augustus 1879) en Hedwig von Cramm (Oelber am weißen Wege, 20 oktober 1819 - Wiesbaden, 31 mei 1891). Het geslacht Von Cramm behoort tot de Duitse Uradel.
Aschwin von Cramm verkreeg via zijn vrouw Freiin von Sierstorpff het gelijknamige landgoed. Omdat de bijbehorende titel alleen kon overgaan op een man kreeg Von Cramm in 1881 de titel Freiherr von Sierstorpff-Cramm bij keizerlijke dispensatie en werd als zodanig in de Pruisische adelstand opgenomen. Von Sierstorpff-Cramm was erfelijk kamerheer van de hertog van Brunswijk. Nadat hij de functie van opperstalmeester had vervuld bij de Turkse sultan, die hem de titel pasja verleende, vestigde hij zich op het landgoed Woynowo in Oost-Brandenburg, dat hij hernoemde in Reckenwalde.
Hij trouwde op 24 september 1872 te Driburg met Hedwig Freiin von Sierstorpff, dochter van de schatrijke graaf von Sierstorpff-Driburg. Uit dit huwelijk werd de latere prinses Armgard geboren, moeder van prins Bernhard der Nederlanden.